# Hans A. Härle

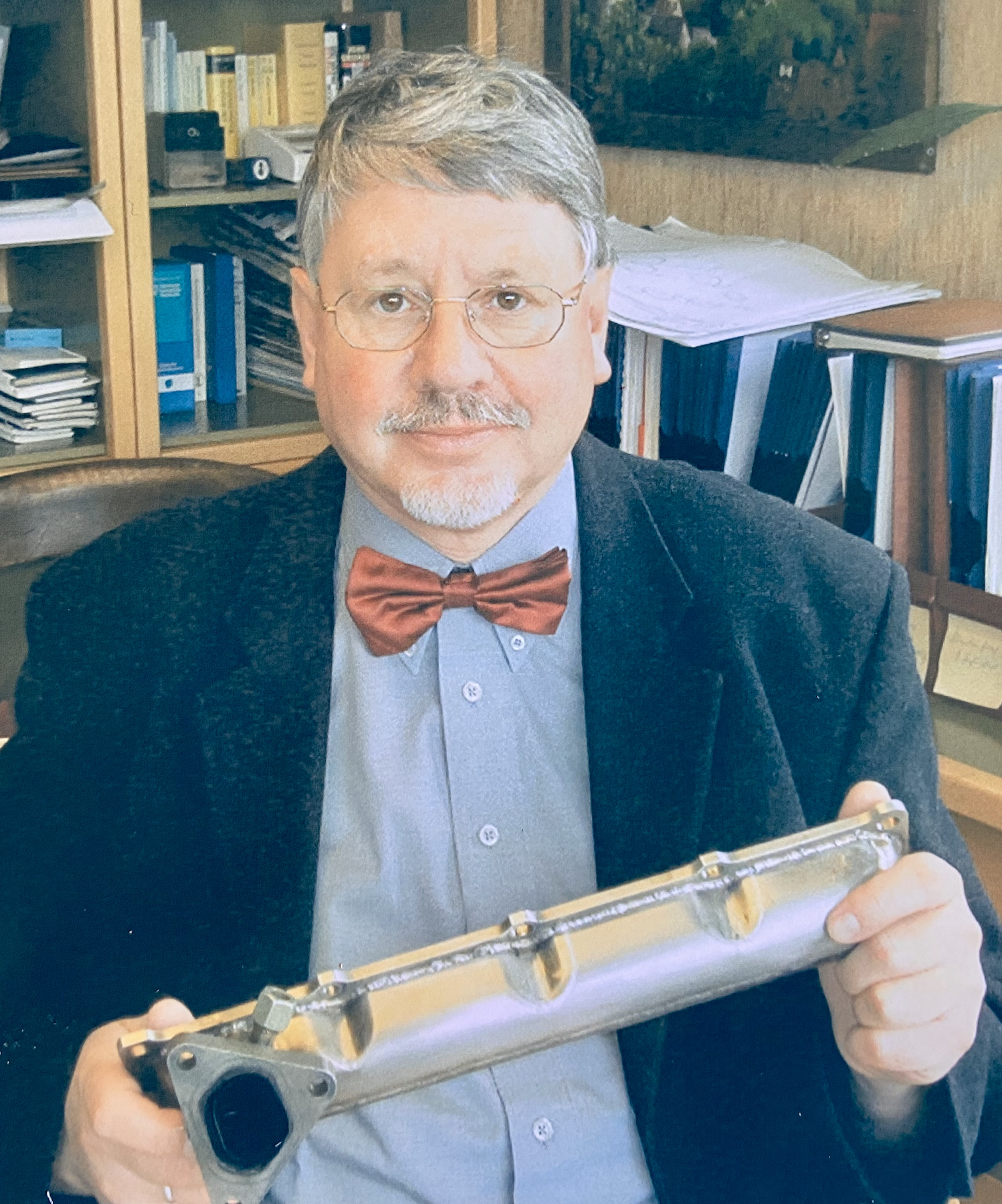
Hans A. Härle in seinem Büro – ca. 2002. In der Hand hält er einen neu entwickelten Abgaskrümmer, mit dem er einen Innovationswettbewerb bei Mercedes-Benz gewonnen hatte

Hans Albrecht Härle (* 4. September 1940 in Fürstenfeld, Österreich; † 10. August 2018 in Biberach an der Riß) war ein deutscher Ingenieur und Erfinder von der schwäbischen Ostalb.

## Leben
Während seines Lebens schuf der Serien-Erfinder und Visionär über 150 Patente für die Medizin-, Automobil-, Luft- & Raumfahrtindustrie. Er gehört zu den bedeutendsten deutschen Erfindern.

## Ehrungen
Härle wurde mit zahlreichen Preisen geehrt, unter anderem:
- Rudolf-Diesel-Medaille in Gold, 2008 für die volkswirtschaftliche Relevanz seiner Erfindungen.[2][3][4]
- Dr. Rudolf-Eberle-Preis Innovationspreis des Landes Baden-Württemberg:
  - Verleihung 2001 als Auszeichnung für die Erfindung seiner Abgaskrümmer-Systeme
  - Verleihung 2005 für ein Schallabsorptions- und Hitzeschild aus Poroblech
- VR-Innovationspreis Ostwürttemberg, 2001 und 2006[5][6]
- Stahl Innovationspreis 2006[7]